# Pär Holmgren
Pär Anders Holmgren, född 24 oktober 1964 i Heliga Trefaldighets församling i Gävle, är en svensk meteorolog och miljöpartistisk politiker. Han blev ett känt ansikte som meteorolog i SVT 1988–2008 och har sedan slutet av 1990-talet engagerat sig i debatten om klimatförändringarna. Holmgren blev i Europaparlamentsvalet 2019 invald till Europaparlamentet för Miljöpartiet.

## Biografi

### Författare, föreläsare och meteorolog
Holmgren är uppvuxen i Uppsala. Han har en officersutbildning i Försvarsmakten och tjänstgjorde under flera år som meteorolog och officer, med kaptens grad, vid Upplands flygflottilj. Efter tiden i flygvapnet forskade och undervisade han på Uppsala universitet, där han tog licentiatexamen 1993. Pär Holmgren började på SVT som inhoppare i de regionala nyheterna ABC 1988, samtidigt som han var doktorand på Uppsala universitet. Han arbetade heltid på SVT från 1993, i samband med att morgonnyheterna började sändas, och var från mitten av 1990-talet fram till oktober 2007 chef över SVT:s väderredaktion. Sommaren 2006 var han en av sommarvärdarna i Sveriges Radio P1. Vid årsskiftet 2008–2009 slutade Holmgren på SVT. Han satt 2008–2017 i SMHI:s insynsråd och var 2010–2012 ledamot i Naturskyddsföreningens riksstyrelse. Han promoverades till filosofie hedersdoktor vid teknisk-naturvetenskapliga fakulteten vid Uppsala universitet 2012, där han även återkommande har gästföreläst sedan han lämnade SVT.

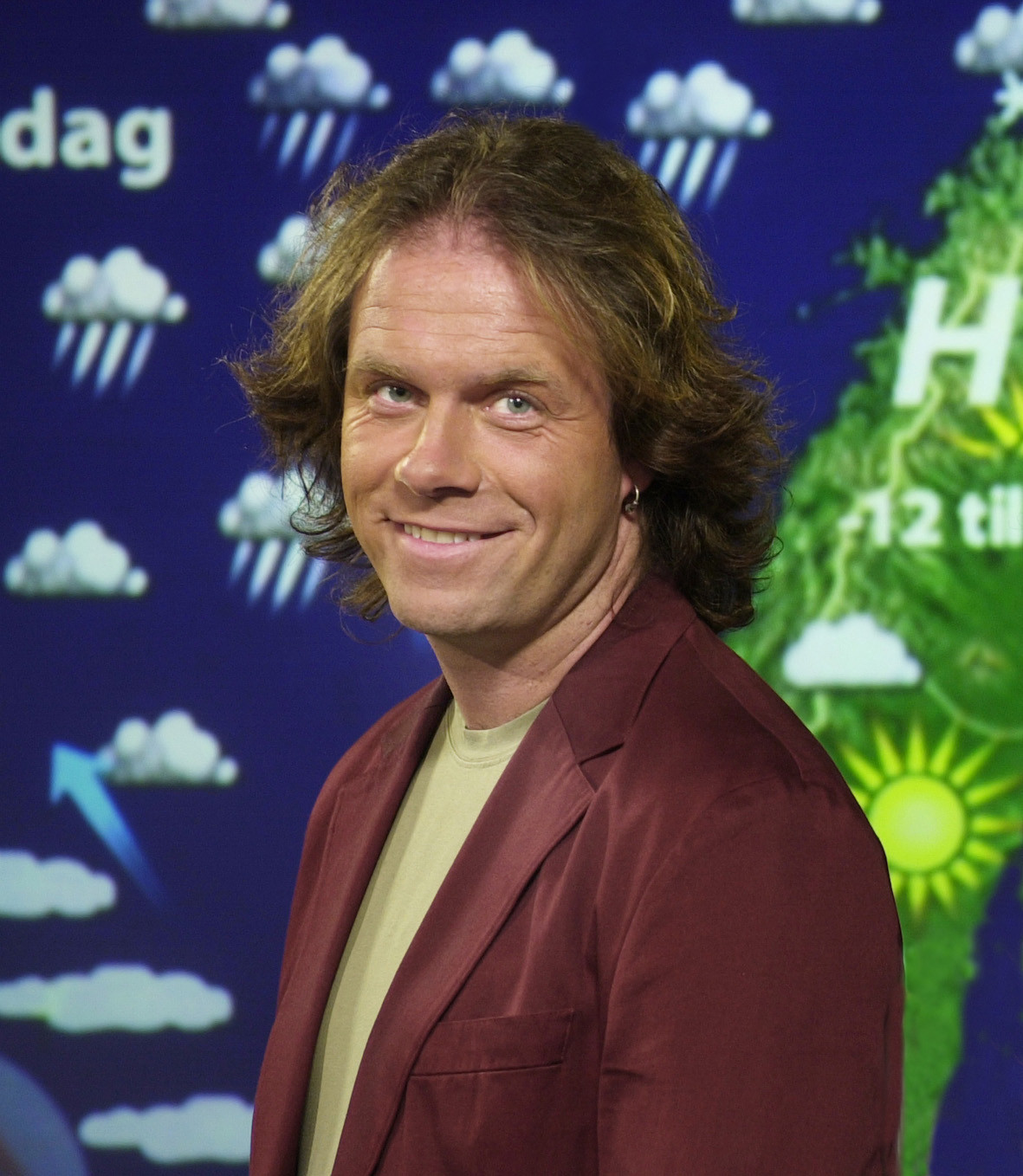
Meteorologen Pär Holmgren framför väderkarta, år 2008.

Under slutet av 1990-talet blev han alltmer engagerad i klimatfrågan och började ge populärvetenskapliga föreläsningar. Han tog ofta upp klimatförändringarna på SVT, bland annat i programserien Meteorologi – mer än bara väder, under 2003, och byggde under 2005 upp en sektion om klimat på SVT:s hemsida. Sedan 2008 har han vid flera tillfällen gjort föreställningar med Staffan Lindberg kring klimatfrågan. De båda har tillsammans vid sex tillfällen arrangerat Elmopedturnén: i maj 2009 Så länge sladden räcker! tillsammans med Lasse Eriksson, maj 2010 Ute i gjort väder, maj–juni 2011 då man åkte från Östra Tommarp till Haparanda Med växthusgasen i botten, augusti–september 2012 Spränger gränser, maj 2013 Ute i gjort väder (igen) samt maj 2014 Full fart framåt för framtiden! Hösten 2009 var han programledare i dokumentären Sol, vind och vatten som sändes i TV4, och senare i de fristående fortsättningarna Gröna korridorer (2011) samt Hållbara städer (2012).
Hösten 2015 blev han anställd hos Länsförsäkringar AB som naturskadespecialist, varifrån han nu är tjänstledig. 

### Politiker
I december 2018 presenterades Pär Holmgren som en av Miljöpartiets kandidater till Europaparlamentsvalet 2019. I valberedningens förslag står Holmgren på listans andra plats efter Alice Bah Kuhnke. I en intervju förklarade han steget in i politiken med sitt engagemang i klimatfrågan: ”Läget är så akut. Ur ett EU-perspektiv så är det här sista mandatperioden vi har på oss för att ha en väldigt tydlig plan på hur omställningen ska gå till.”
I augusti 2023 meddelade Holmgren att han kandiderade i språkrörsvalet samma höst. Han drog sedan tillbaka sin kandidatur efter att valberedningen valde att nominera Daniel Helldén. I valet vid kongressen ställde han sig öppet bakom utmanaren Magnus P. Wåhlin som sedan förlorade med en röst mot Helldén.
I december 2023 utsågs han av Miljöpartiets medlemmar efter en medlemsomröstning återigen till andraplatsen på partiets lista inför Europaparlamentsvalet 2024.

## Publikationer
Pär Holmgren är medförfattare till den Augustprisnominerade Meteorologernas väderbok samt Svenska himlar, Mat och klimat, Meteorologernas nya väderbok och Klimatkoden, alla utgivna av Medströms bokförlag. Meteorologernas nya väderbok är en uppdatering av Meteorologernas väderbok där främst de avslutande kapitlen om klimat har utvecklats och fördjupats. Han har även skrivit läroböcker åt Liber, senast Upptäck väder och klimat och Barn frågar om klimatet. 2010 startade han det egna bokförlaget Pärspektiv, där barnböckerna om "Torsten" har getts ut samt Det minsta vi kan göra är så mycket som möjligt som gavs ut 2014.

## Musik
Holmgren var medlem i ”meteorolog-metal”-bandet Spridda SkurarS med bland andra TV-kollegan Pererik Åberg. Bandet spelade på Sweden Rock Festival 2004 och bestod då, förutom av Pär Holmgren på sång, av två trummisar; Tomas Broman och Örjan ”Dr Rock” Englin, Sampo Axelsson spelade bas och gitarr, Lasse Chriss gitarr och sång, Janne Hellman keyboard och sång samt Pererik Åberg som spelade bas. Fredrik Lindström dök upp som gäst och sjöng ”Breakin' the Law”. Spridda SkurarS släppte året efter ”Ja, se det regnar” som download-singel. 2011 startade Holmgren musikprojektet ”Crime of the Century” tillsammans med Tomas Bodin och Hasse Fröberg, båda medlemmar i The Flower Kings. Under åren 2011-2019 var Holmgren styrelseledamot och utbildningsansvarig i Artister för Miljön.

## Priser och utmärkelser
- 2006 – Nätverket Klimatkommunerna
- 2006 – Näringslivets miljöchefer
- 2007 – Kungliga Vetenskapssamhället i Uppsala
- 2008 – Sveriges Ingenjörer[6]
- 2009 – Miljöpartiets klimatpris[7]
- 2009 – Disapriset[8]
- 2009 – Leva Bättre-priset - Årets blåslampa
- 2010 – Leva Bättre-priset - Årets inspiratör
- 2012 – Hedersdoktor vid Uppsala universitet[9]
- 2018 – Årets miljöhjälte, Världsnaturfonden[9]